# Isla de San Pietro
La isla de San Pietro (en italiano: isola di San Pietro y en sardo: ísula 'e Sàntu Pèdru) es una de las dos islas principales del archipiélago del Sulcis, situada frente a la península del Sulcis, en la costa suroccidental de Cerdeña. Forma parte de la provincia de Cerdeña del Sur.
La isla constituye la totalidad del municipio de Carloforte. Tiene conexión mediante un servicio regular de ferry con Portovesme y Calasetta.

## Geografía
La isla es de origen volcánico. Los 18 kilómetros de sus costas son rocosas en su mayoría, la parte oeste y norte incluye algunas grutas naturales y puertos con algunas playas pequeñas. La costa este es más bien baja y arenosa.
La isla no tiene ríos o arroyos, pero tiene numerosos estanques y pantanos. El interior es montañoso.
La vegetación es la típica de la costa mediterránea, con jaras, mata charneca, madroño, enebro, pino carrasco y encina.
El clima es templado-cálido.

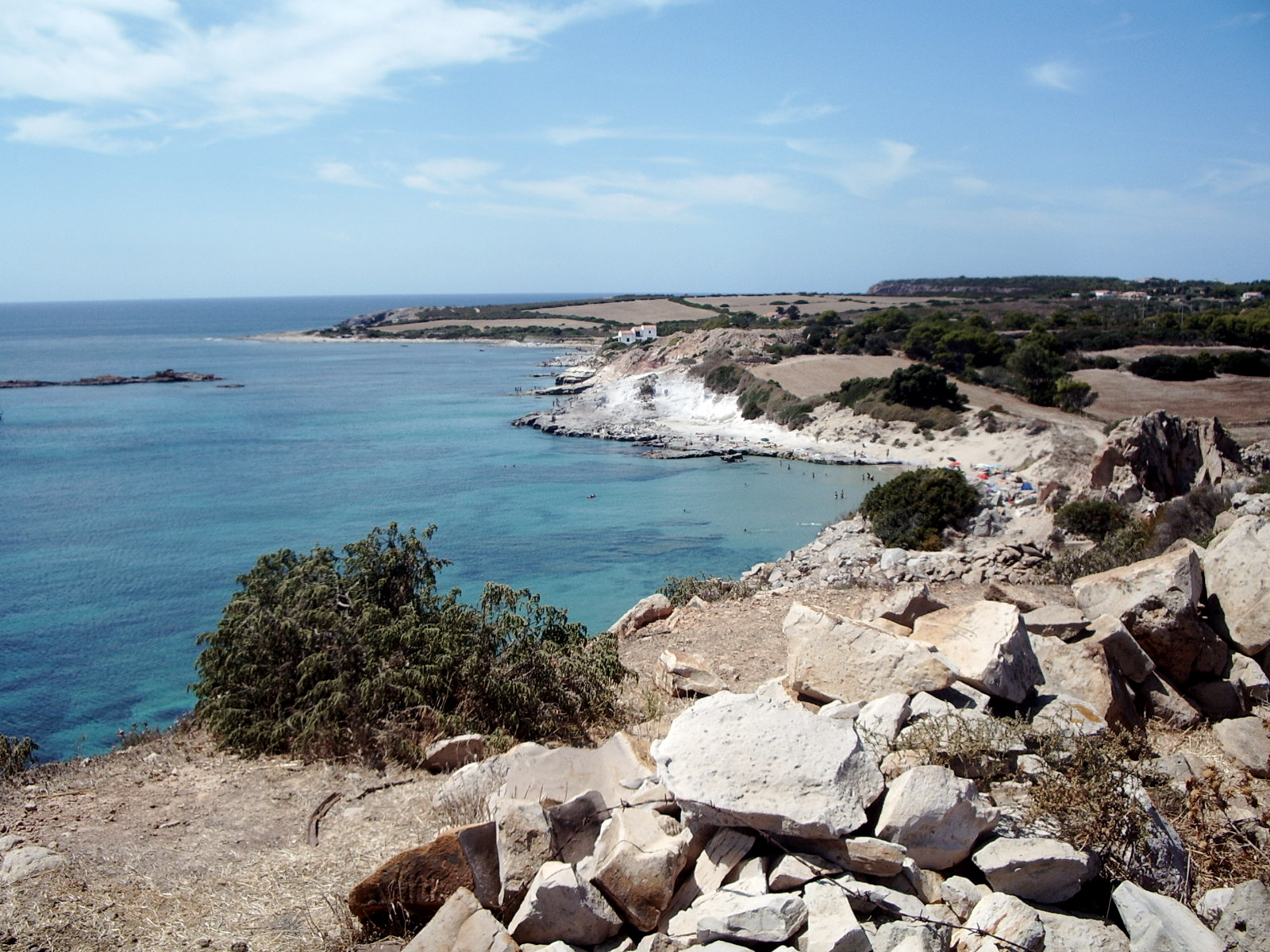
La playa de la costa sur de la isla.
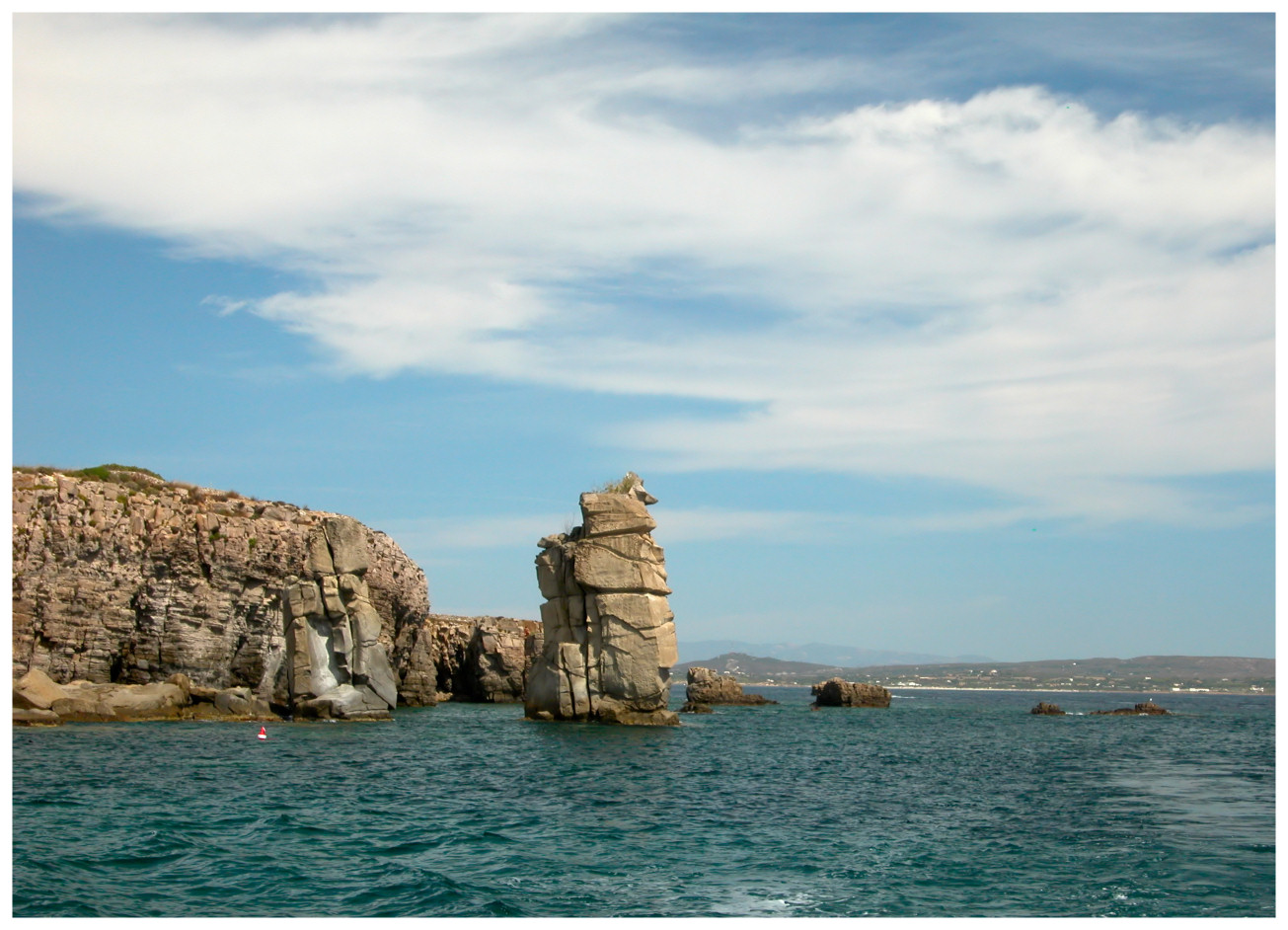
Las llamadas "Columnas de Carloforte".